# テアトル石和
テアトル石和（テアトルいさわ）は、かつて山梨県笛吹市石和町八田291にあった映画館。1968年（昭和43年）に開館し、2018年（平成30年）2月28日に閉館した。経営は有限会社有泉商事。

## 歴史

### 有泉家の歴史

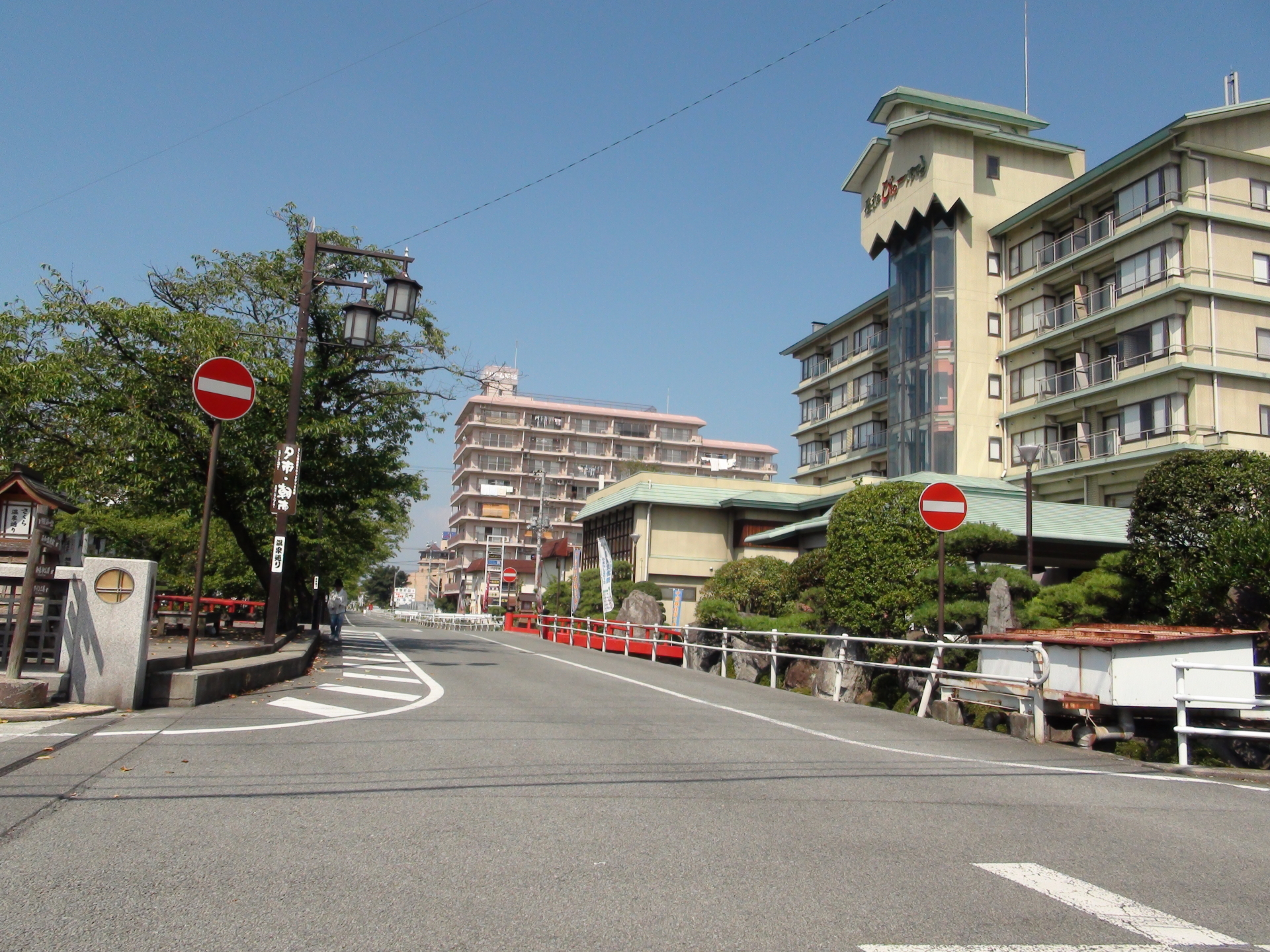
石和温泉の温泉街

有泉由幸は満州国の張家口市で映画館などを経営しており、1945年（昭和20年）の太平洋戦争終戦直前に一家で日本に引き揚げた。1946年（昭和21年）11月には山梨県南巨摩郡増穂町に南嶺映画劇場（後のテアトル南嶺）を開館させ、その後も山梨県各地に映画館を展開したことで、1964年東京オリンピック頃の最盛期には有泉由幸が経営する映画館は20館近くに及んでいる。
有泉家が張家口市に在住していた1941年（昭和16年）、有泉由幸の息子として有泉英機が生まれている。有泉英機は早稲田大学政治経済学部を卒業し、大学卒業後は東京都内で学習塾を経営していた。1961年（昭和36年）には東八代郡石和町で温泉が湧出し、1960年代後半には旅館や芸者置屋などが相次いで開業するなど、石和温泉の温泉街として町が活気づいていた。

### テアトルアンネ（1968年～1993年）

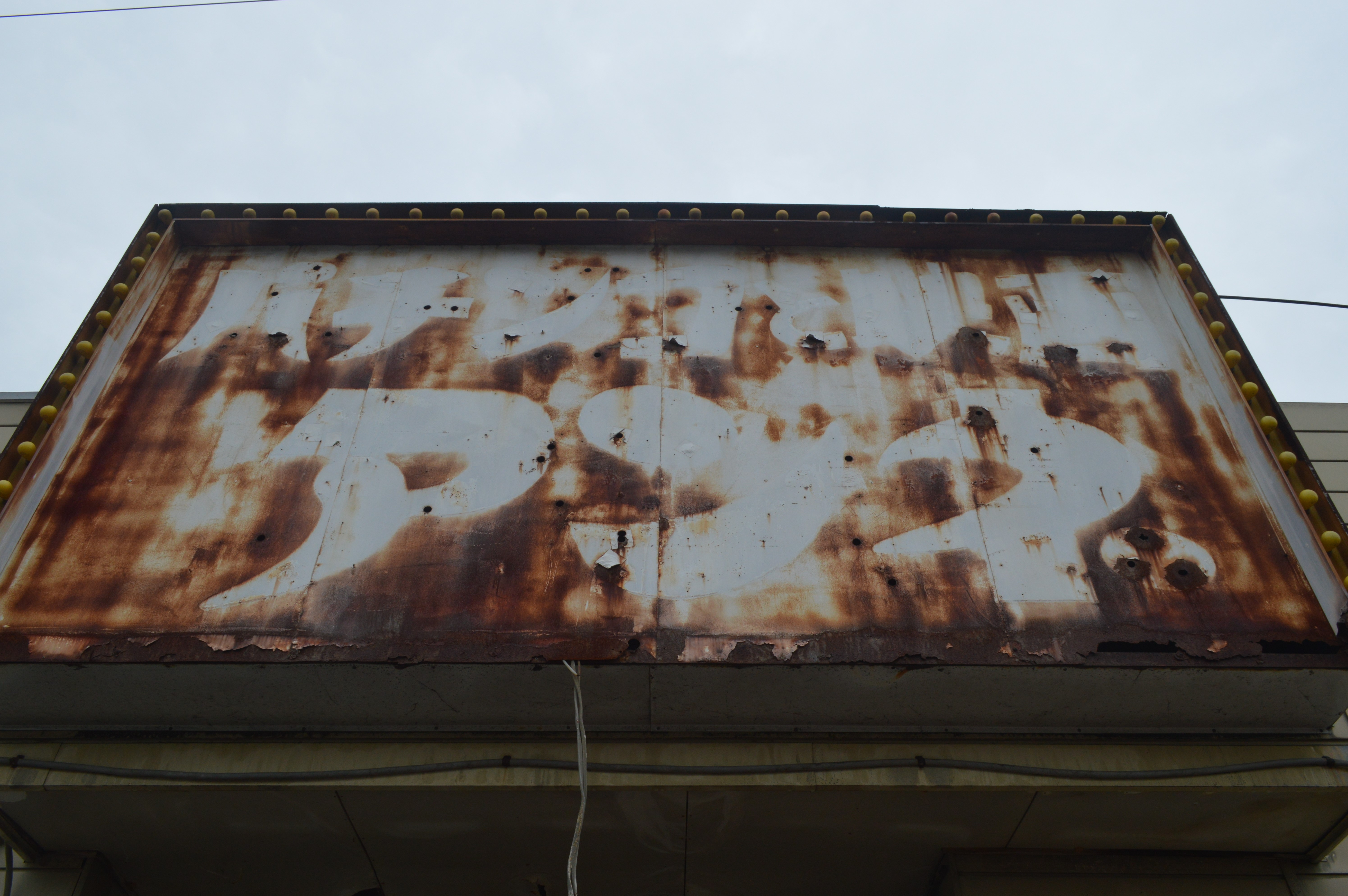
「パチンコと映画 アンネ」の痕跡がある看板

1968年（昭和43年）、石和町に映画館のテアトルアンネが開館し、有泉英機がテアトルアンネの初代支配人に就任した。開館年は1966年（昭和41年）または1967年（昭和42年）とされることもある。1950年（昭和25年）8月には石和町にモンパレスという映画館を開館させたが、1958年（昭和33年）頃にはもう閉館させていたため、10年ぶりの石和町内への再進出となった。
石和温泉は東京方面から集客する歓楽温泉の要素が強かったことから、開館当初は成人映画と一般映画を併せて上映していた。開館当初は地域住民や観光客で立ち見が出るほどの盛況であり、観光客を連れてきた芸者には密かに入館料300円を戻したこともあった。1970年（昭和45年）には有泉英機がテアトル石和の2代目社長に就任した。有泉英機は1981年（昭和56年）に有限会社有泉商事を設立して法人化し、パチンコ店を併設したり、映画館内にレンタルビデオ店を構えたりと、当時としては珍しい取り組みを行った。1970年代後半には約2000人/月の観客を集めていたが、家庭用ビデオの普及などで観客数が激減し、1990年代前半には1000人/月を下回った。

### テアトル石和（1993年～2018年）
バブル崩壊による社員旅行の減少と、石和温泉のイメージ転換のため、1993年（平成5年）にはテアトル石和に改称し、一般映画を封切館から遅れて上映する二番館となった。改称後には社会派の作品も多く上映し、出張上映も積極的に行った。有泉英機は甲府市中心部でもテアトル甲府を経営していたが、テアトル甲府は2001年（平成13年）2月末に閉館し、有泉商事が経営する映画館はテアトル石和のみとなった。2004年（平成16年）10月12日、石和町など5町1村が合併して笛吹市が発足した。
2008年（平成20年）9月には靖国神社参拝問題を描いたドキュメンタリー映画『靖国 YASUKUNI』を山梨県で初めて上映した。同年9月16日、甲斐国上黒駒村（現在の笛吹市御坂町）出身の侠客である黒駒勝蔵の生涯を描いた『黒駒勝蔵 明治維新に騙された男』の監督と主演を務めた愛川欽也の舞台挨拶が行われた。2010年（平成22年）11月5日と11月6日には街おこしのための映画祭が企画され、倉庫に眠っていたポスター約300枚を張り付けたり、昔の投影機を展示するなどした。

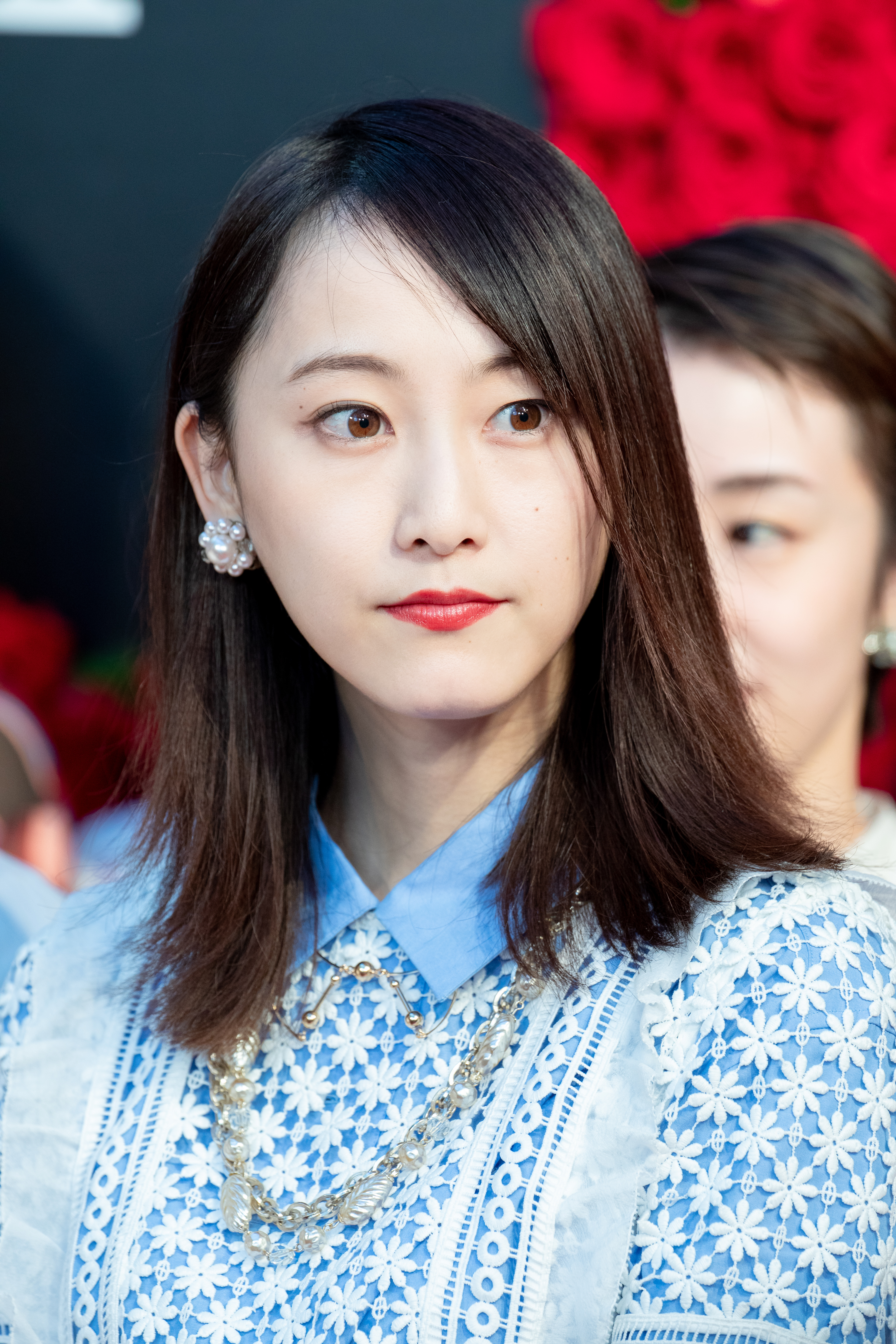
松井玲奈

2013年（平成25年）2月1日には『カミハテ商店』が特別上映され、山梨文学シネマアワードを受賞した高橋伴明監督と主演の高橋恵子が舞台挨拶やトークショーを行った。同年3月にはデジタル映写機を導入した。2013年（平成25年）10月4日と10月11日の2日間、WOWOWが各地で行っている無料上映会「旅するW座」の一環として、セザール賞脚本賞を受賞した日本未公開のフランス映画『シャンボンの背中』が無料上映された。2013年（平成25年）以降には100回以上も婚活イベント「シネ婚」を開催しており、2017年（平成29年）までに3組がシネ婚を受けて結婚に至った。2016年（平成28年）春にはテアトル石和サポートクラブが発足し、1年足らずで会員が110人を超えると、イベントなどで映画館に協力している。
デジタルシネマ化が進んだ2010年代には若手俳優・女優が出演する邦画の上映にも力を入れ、2013年（平成25年）2月23日から3月3日には『女子カメラ』（向井宗敏監督）を上映し、上映初日には出演した高山都と熊谷弥香が舞台挨拶を行った。2014年（平成26年）制作の松井玲奈主演『gift』（宮岡太郎監督）ではテアトル石和もロケ地となり、作品中で松井が座った座席が「玲奈シート」として話題になった。女優の武田梨奈は2014年（平成26年）7月13日に『祖谷物語 おくのひと』、2015年（平成27年）6月6日に『かぐらめ』の上映でテアトル石和を訪れている。
2015年（平成27年）5月11日、社長の有泉英機が74歳で死去した。有泉忍が3代目の社長に就任し、2018年（平成30年）には開館50周年を迎えた。山梨県内各地で映画館の閉館が相次ぐ中で営業を続けたが、施設の老朽化や観客の減少に加え、JASRACが映画館からも音楽使用料を徴収することを決定したこともあり、テアトル石和は同年2月28日をもって閉館した。最終上映後の18時30分からお別れの会を開催し、開館から閉館までの50年間の出来事をスライドで振り返った。閉館時の観客数は500人/月にまで減少していた。2020年（令和2年）頃までは建物が残存していたが、2021年（令和3年）頃に解体されて更地となった。

## 特色

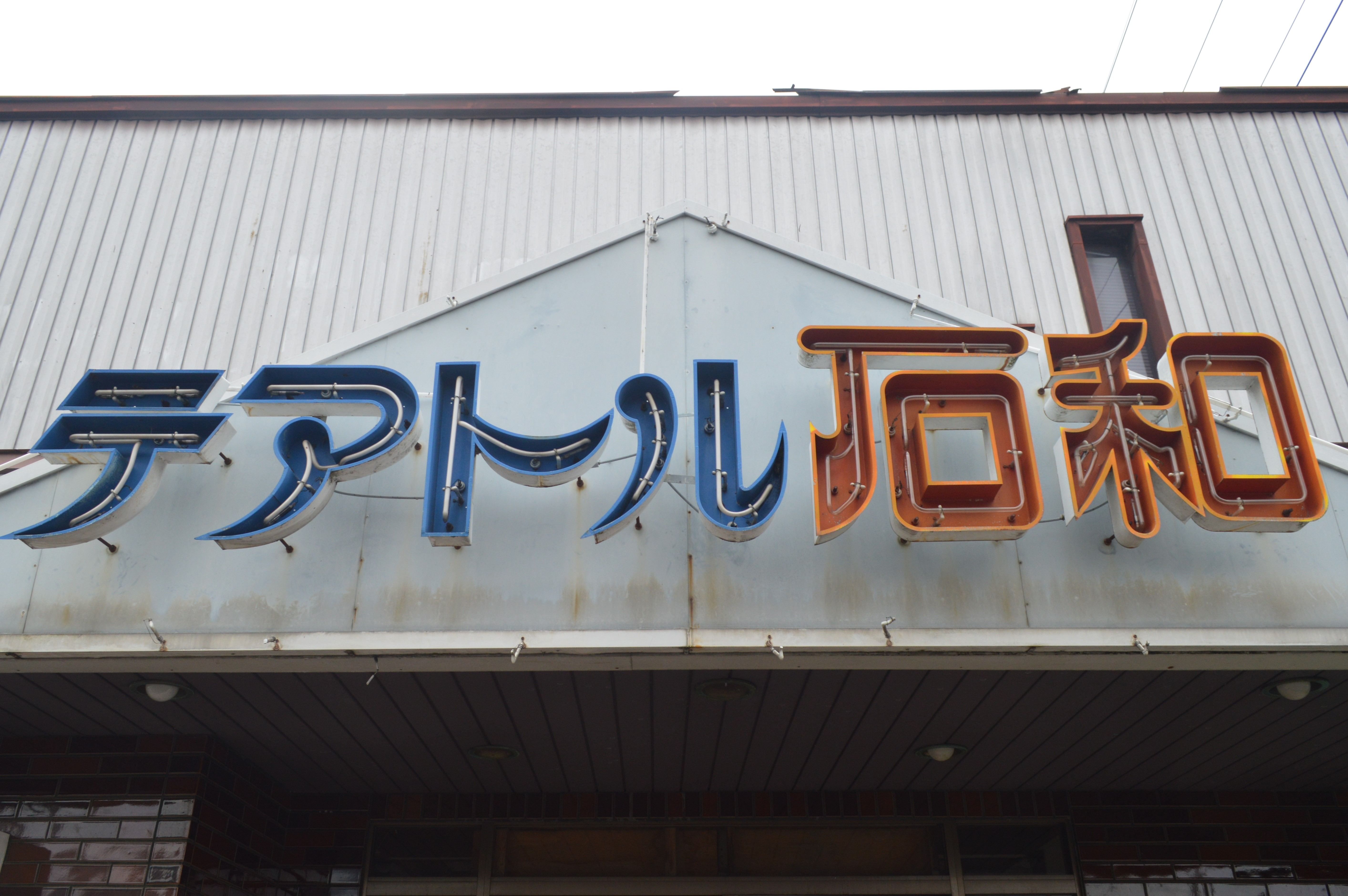
ネオンサイン

座席数は100席。二本立または三本立で上映しており、入場料は二本立の場合が900円、三本立の場合が1200円である。2007年（平成19年）時点の観客数は平日が約20人、土日が約100人である。敷地の周囲にはブドウ畑などがあって牧歌的な雰囲気である。昭和40年代の趣が残る建物は映画やミュージックビデオのロケ地になったこともある。

## 基本情報
- 所在地：山梨県笛吹市石和町八田291[15]
開館当初の山梨県東八代郡石和町八田290[27]
- 運営：南嶺映画興行[27]→有泉商事
- 観客定員数：170席（1980年[27]）→100席（2008年[15]）

### 経営者
- 初代 有泉由幸
- 2代目 有泉英機
- 3代目 有泉忍